# Edmond Leclercq
 (juillet 2025).
Edmond Leclercq, né à Dampremy le 14 mars 1867 et mort à Marcinelle le 7 janvier 1959, est un industriel, homme politique belge de tendance libérale et militant wallon.

## Biographie
Edmond Leclercq, né à Dampremy le 14 mars 1867, est le fils d'Antoine Leclercq, houilleur puis négociant, et de Constance Martin. Le 24 août 1892, il épouse Odile Bouillet à Couillet qui lui donne une fille.  
De condition modeste, il commence à travailler comme employé dans une société d'électricité. Il suit également les cours de l'École industrielle de Charleroi.  
Dès 1886, il milite au sein du parti libéral. Pendant 40 ans, il est conseiller communal de Marcinelle. En 1912, il est nommé, en remplacement de Jules Destrée, échevin de l'Instruction publique et puis échevin des Finances. De 1918 à 1932, il est conseiller provincial du Hainaut. En 1932, il succède à la Chambre des représentants à Arthur Pater en tant que député et il siégera au Parlement belge comme député jusqu'en mai 1947. 
Il s'investit également dans la création de la Fédération des mutualités libérales de Châtelineau-Châtelet dont il devient président et comme vice-président de la Ligne nationale des mutualités libérales. 
Il siège également à l'Assemblée wallonne à partir de juillet 1934. Il participe  au Congrès national wallon de 1945. Il assume en 1946 la charge de secrétaire du groupe parlementaire wallon. 